# سليمان بيرك
سليمان بيرك (بالإنجليزية: Solomon Burke )‏ (و. 1940 – 2010 م) هو مغني، وقسيس، وعازف قيثارة، وكاتب أغاني، وملحن، من الولايات المتحدة، ولد في فيلادلفيا، بنسيلفانيا، توفي في هارلمرمير، عن عمر يناهز 70 عاماً.

## وصلات خارجية
- سليمان بيرك على موقع IMDb (الإنجليزية)
- سليمان بيرك على موقع الموسوعة البريطانية (الإنجليزية)
- سليمان بيرك على موقع ميوزك برينز (الإنجليزية)
- سليمان بيرك على موقع رولينغ ستون (الإنجليزية)
- سليمان بيرك على موقع إن إن دي بي (الإنجليزية)
- سليمان بيرك على موقع أول ميوزيك (الإنجليزية)
- سليمان بيرك على موقع ديسكوغز (الإنجليزية)
- سليمان بيرك على موقع قاعدة بيانات الفيلم (الإنجليزية)